# Mount Olivet
Mount Olivet é uma cidade localizada no estado americano de Kentucky, no Condado de Robertson.

## Demografia
Segundo o censo americano de 2000, a sua população era de 289 habitantes.
Em 2006, foi estimada uma população de 293, um aumento de 4 (1.4%).

## Geografia
De acordo com o United States Census Bureau tem uma área de
1,0 km², dos quais 1,0 km² cobertos por terra e 0,0 km² cobertos por água. Mount Olivet localiza-se a aproximadamente 265 m acima do nível do mar.

## Localidades na vizinhança
O diagrama seguinte representa as localidades num raio de 24 km ao redor de Mount Olivet.